# Evenus
Evenus is een geslacht van vlinders van de familie Lycaenidae, uit de onderfamilie Theclinae.

## Soorten
- E. batesii (Hewitson, 1865)
- E. candidus (Druce, 1907)
- E. coronatus (Hewitson, 1865)
- E. floralia (Druce, 1907)
- E. gabriela (Cramer, 1775)
- E. latreillii (Hewitson, 1865)
- E. regalis (Cramer, 1779)
- E. satyroides (Hewitson, 1865)
- E. sponsa (Möschler, 1876)
- E. sumptuosus (Druce, 1907)
- E. tagyra (Hewitson, 1865)
- E. temathea (Hewitson, 1865)